# 白帶副緋鯉
白帶副緋鯉（学名：Parupeneus porphyreus）為輻鰭魚綱鱸形目鱸亞目鬚鯛科的其中一種，分布於中東太平洋的夏威夷群島海域，棲息深度1-140公尺，體長可達51公分，生活在潟湖、礁石區，夜間活動，屬肉食性，以甲殼類為食。
其种加词“Porphyreus”意为“紫红色的”。